# Attentato al pudore
Attentato al pudore (Les Risques du métier) è un film del 1967 diretto da André Cayatte.

## Trama
In un villaggio della regione di Parigi, una giovane studentessa accusa il suo insegnante, il signor Doucet, di aver tentato di violentarla. Durante le indagini, un'altra ragazza ha "confessato" di aver avuto rapporti sessuali con il signor Doucet, e poi una terza ha affermato di essere stata molestata. Doucet si ritrova ingiustamente accusato di pedofilia.